# Локомотиви БДЖ серия 46.000

## В БДЖ
Първите 6-осни електрически локомотиви в БДЖ, доставени през 1986 год. – 1987 год. са произведени в румънската локомотивостроителна фабрика Electroputere – Craiova, Румъния. Към 2015 г. това са най-мощните локомотиви, експлоатирани в България. Максималната им конструктивна скорост е до 200 km/h. Доставени са 45 броя и цялата серия е зачислена в депо Бургас.
Поемат всички тежки товарни влакове по Трета главна линия от Бургас до Кремиковци и от Карнобат – към Синдел – Варна, и по Осма главна линия до Стара Загора и Пловдив. Няколко локомотива от серията са отделени за пътническа служба. Те возят редовно експресния влак „Слънчев бряг“ от София до Бургас.
Първият локомотив, който загубва серията е 46 020.4 при катастрофата на гара Казичене през 1992 г. С цел по-доброто използване на допустимите скорости по път при обслужване на бързите и експресните влакове на три локомотива от серията са монтирани нови колоосни редуктори с променено преводно отношение (от 1:3,65 на 1:2,74) за максимална скорост 160 км/ч. Първият такъв локомотив е споменатият по-горе 46 020.4 през 1992 г. След бракуването му тези талиги са монтирани на 46 023.8 през 1993 г. и след това е преномериран с модификационна цифра „1“. Другите са 46 124.4 (преди 46 024.6) и 46 125.1 (преди 46 025.3). Тези локомотиви се използват основно за бързи и експресни влакове.
През 1998 г. е сключен договор между БДЖ и хърватският завод „Кончар еллок“ АД – Загреб за модернизацията на две машини, които са изпратени в Хърватия. Модернизираните локомотиви получават модификационна цифра „2“. Първият модернизиран локомотив (46 019.6) излиза през 1999 г. като 46 219.2.
След успешната модернизация на първите няколко локомотива в Република Хърватска, през 2004 г. се взима решение на международно ниво за изграждане на смесено българо–хърватско дружество за ремонт и модернизация на локомотиви в България – „БДЖ–Кончар“, в което „Холдинг БДЖ“ е с 49% дялово участие, а хърватската компания Končar Elloc участва с 51% дял. „Холдинг БДЖ“ предоставя хале, в което да се изгради ремонтна база със заводски условия, намиращо се в локомотивно депо Подуяне. Халето е оборудвано изцяло от Končar Elloc, обучен е и персонал. Така, през 2006 г., от „БДЖ–Кончар“ излизат първите два модернизирани в България локомотива – 46 211.9 и 46 221.8.
До края на 2007 г. всички модернизирани локомотиви от серията стават 12 броя. На 7 от така модернизираните машини са монтирани колоосни редуктори за максимална скорост 150 км/ч.
Към 2017 г. поддръжката на някои от оригиналните представители на серия 46 се състои в поетапно изпращане за капитални ремонти в завода–производител в Craiova, Румъния – Reloc S.A. (46 036.0, 46 037.8).
Към 2024 г. Локомотивите преминали в серия 46-200 са 18. В движение са едва 6, които са 46 205, 46 208, 46 211, 46 221, 46 229 и 46 235. В изолация или по скоро изоставени в депо София са 46 231, 46 238, 46 242, 46 243. Очакващи модернизация от 2016 г. насам в депо Подуяне след разпадането на БДЖ-Кончар са 46 203, 46 215, 46 217, 46 218, 46 223, ала за сега не се очаква да бъдат модернизирани. Локомотив 46 234, който е известен като “Насимо” разлищаващ се със черно-лилавата боя с рисунки по него спира от движение внезапно през 2022 г. Оттогава не е обслужвал влакове. Нямаме информация за местоположението и състоянието му.

## Експлоатационни и фабрични данни за локомотивите БДЖ серия 46.000[1]
| В експлоатация                           |
| Спрян от експлоатация; бракуван; нарязан |
| В ремонт (ГПР; ПР)                       |
| Продаден                                 |

| Експлоатационен номер | Експлоатационен номер | Експлоатационен номер | Експлоатационен номер | Собственик/ Локомотивно депо       | фабр. №/ година | Бележки                                                                                                   |
| доставен              | към 1997 г.           | към 2007 г.           | след 2012 г.          | Собственик/ Локомотивно депо       | фабр. №/ година | Бележки                                                                                                   |
| --------------------- | --------------------- | --------------------- | --------------------- | ---------------------------------- | --------------- | --- |
| 46 001.4              | 46 001.4              | -                     | -                     |                                    | 892/1986        | Бракуван 1997 г.                                                                                          |
| 46 002.2              | 46 002.2              | 46 002.2              | 91 52 0046 002 – 9    | БДЖ-ТП / Бургас                    | 868/1986        | Преминал ПР в Експрес сервиз 2022                                                                         |
| 46 003.0              | 46 003.0              | 46 003.0              | 46 203.6              | БДЖ-ПП / София                     | 869/1986        | Недовършена модернизация. Донор за части. В депо Подуяне                                                  |
| 46 004.8              | 46 004.8              | 46 204.7              | 46 204.7              | БДЖ-ПП / София                     | 870/1986        | Модернизиран 2001 г. за V=150 км/ч. Изоставен в депо София                                                |
| 46 005.5              | 46 005.5              | 46 005.5              | 46 205.1              | БДЖ-ПП / София                     | 871/1986        | Модернизиран 2009 г.                                                                                      |
| 46 006.3              | 46 006.3              | 46 006.3              | 91 52 0046 006 – 0    | БДЖ-ТП / Бургас                    | 872/1986        | Продаден на ТБД – Бобов дол. Преминал капитален ремонт в Румъния през 2023 г.                             |
| 46 007.1              | 46 007.1              | 46 007.1              | 91 52 0046 007 – 8    | БДЖ-ТП / Бургас                    | 873/1986        | |
| 46 008.9              | 46 008.9              | 46 208.5              | 91 52 0046 208 – 8    | БДЖ-ПП / София                     | 874/1986        | Модернизиран 2001 г. за V=150 км/ч,възстановен от 06.2023.                                                |
| 46 009.7              | 46 009.7              | 46 009.7              | 46 009.7              | БДЖ-ТП / Бургас                    | 875/1986        | 2020 г. Продаден на ТБД – Бобов дол                                                                       |
| 46 010.5              | 46 010.5              | 46 010.5              | 91 52 0046 010 – 2    | БДЖ-ТП / Бургас                    | 876/1986        | Преминал ПР в Експрес сервиз 2021.                                                                        |
| 46 011.3              | 46 011.3              | 46 211.9              | 91 52 0046 211 – 8    | БДЖ-ПП / София                     | 877/1986        | Модернизиран 2006 г. за V=150 км/ч. ПР през 2023                                                          |
| 46 012.1              | 46 012.1              | 46 012.1              | 91 52 0046 012 – 8    | БДЖ-ТП / Бургас                    | 878/1986        | Преминал ПР в Експрес сервиз 2022                                                                         |
| 46 013.9              | 46 013.9              | 46 013.9              | 91 52 0046 013 – 6    | БДЖ-ТП / Бургас                    | 879/1986        | Преминал капитален ремонт в „RELOC S.A.“ – Craiova (Румъния) през 2021 г.                                 |
| 46 014.7              | 46 014.7              | 46 014.7              | 91 52 0046 014 – 4    | БДЖ-ТП / Бургас                    | 880/1986        | Продаден на ТБД – Бобов дол. Преминал капитален ремонт в Румъния през 2024 г.                             |
| 46 015.4              | 46 015.4              | 46 015.4              | 46 215.0              | БДЖ-ПП / София                     | 881/1986        | Очаква модернизация след 2016 г. В депо Подуяне                                                           |
| 46 016.2              | 46 016.2              | 46 016.2              | 46 016.2              | БДЖ-ТП / Бургас                    | 906 bis/1986    | Продаден на ТБД – Бобов дол                                                                               |
| 46 017.0              | 46 017.0              | 46 017.0              | 46 217.6              | БДЖ-ПП / София                     | 893/1986        | Очаква модернизация след 2016 г. В депо Подуяне                                                           |
| 46 018.8              | 46 018.8              | 46 018.8              | 46 218.4              | БДЖ-ПП / София                     | 894/1986        | Очаква модернизация след 2016 г. В депо Подуяне                                                           |
| 46 019.6              | 46 019.6              | 46 219.2              | 46 219.2              | БДЖ-ПП / София                     | 895/1986        | Модернизиран 1999 г. Изоставен в депо София                                                               |
| 46 020.4              | -                     | -                     | -                     |                                    | 896/1986        | Бракуван 1992 г.                                                                                          |
| 46 021.2              | 46 021.2              | 46 221.8              | 91 52 0046 221 – 8    | БДЖ-ПП / София                     | 897/1986        | Модернизиран 2006 г. за V=150 км/ч. Преминал подемен ремонт през 2022 г.                                  |
| 46 022.0              | 46 022.0              | 46 022.0              | 46 022.0              | БДЖ-ТП / Бургас                    | 898/1986        | За КР |
| 46 023.8              | 46 123.6              | 46 123.6              | 46 223.4              | БДЖ-ПП / София                     | 899/1986        | за V=160 км/ч от 1993 г. Очаква модернизация след 2016 г. В депо Подуяне                                  |
| 46 024.6              | 46 124.4              | 46 124.4              | 91 52 0046 124 – 1    | БДЖ-ТП / Бургас                    | 900/1986        | за V=160 км/ч от 1996 г.                                                                                  |
| 46 025.3              | 46 125.1              | 46 125.1              | 91 52 0046 125 – 8    | БДЖ-ТП / Бургас                    | 901/1986        | за V=160 км/ч от 1997 г.                                                                                  |
| 46 026.1              | 46 026.1              | 46 026.1              | 91 52 0046 026 – 8    | БДЖ-ТП / Бургас                    | 902/1986        | |
| 46 027.9              | 46 027.9              | 46 027.9              | 46 027.9              | БДЖ-ТП / Бургас                    | 903/1986        | За КР |
| 46 028.7              | 46 028.7              | 46 028.7              | 91 52 0046 028 – 4    | БДЖ-ТП / Бургас                    | 904/1986        | |
| 46 029.5              | 46 029.5              | 46 229.1              | 46 229.1              | БДЖ-ПП / София                     | 905/1986        | Модернизиран 2006 г. за V=150 км/ч. Изоставен известно време. Възстановен в движение от месец юни 2022 г. |
| 46 030.3              | 46 030.3              | 46 030.3              | 91 52 0046 030 – 0    | БДЖ-ТП / Бургас                    | 906/1986        | |
| 46 031.1              | 46 031.1              | 46 231.7              | 46 231.7              | БДЖ-ПП / София                     | 907/1987        | Модернизиран 2007 г. Изоставен в депо София. Възстановяване в София                                       |
| 46 032.9              | 46 032.9              | 46 032.9              | 91 52 0046 032 – 6    | БДЖ-ТП / Бургас                    | 908/1987        | |
| 46 033.7              | 46 033.7              | 46 033.7              | 91 52 0046 033 – 4    | БДЖ-ТП / Бургас                    | 909/1987        | |
| 46 034.5              | 46 034.5              | 46 234.1              | 91 52 0046 234 – 8    | БДЖ-ПП / София                     | 910/1987        | Модернизиран 2007 г. Не е в движение от 2022 г.                                                           |
| 46 035.2              | 46 035.2              | 46 235.8              | 91 52 0046 235 – 5    | БДЖ-ПП / София                     | 911/1987        | Модернизиран 2003 г. за V=150 км/ч. Преминал Подемен ремонт през 2021 г.                                  |
| 46 036.0              | 46 036.0              | 46 036.0              | 91 52 0046 036 – 7    | БДЖ-ТП / Бургас                    | 912/1987        | |
| 46 037.8              | 46 037.8              | 46 037.8              | 91 52 0046 037 – 5    | БДЖ-ТП / Бургас                    | 913/1987        | |
| 46 038.6              | 46 038.6              | 46 238.2              | 46 238.2              | БДЖ-ПП / София                     | 914/1987        | Модернизиран 2007 г. за V=150 км/ч. Изоставен в депо София                                                |
| 46 039.4              | 46 039.4              | 46 039.4              | 91 52 0046 039 – 1    | БДЖ-ТП / Бургас                    | 915/1987        | |
| 46 040.2              | 46 040.2              | 46 040.2              | 91 52 0046 040 – 9    | БДЖ-ТП / Бургас                    | 916/1987        | Преминал Капитален ремонт в Румъния през 2019 г.                                                          |
| 46 041.0              | 46 041.0              | 46 041.0              | 91 52 0046 041 – 7    | БДЖ-ТП / Бургас                    | 917/1987        | |
| 46 042.8              | 46 042.8              | 46 242.4              | 46 242.4              | БДЖ-ПП / София                     | 918/1987        | Модернизиран 2003 г. за V=150 км/ч. Изоставен в депо София                                                |
| 46 043.6              | 46 043.6              | 46 243.2              | 46 243.2              | БДЖ-ПП / София                     | 919/1987        | Модернизиран 2000 г. Изоставен в депо София                                                               |
| 46 044.4              | 46 044.4              | 46 044.4              | 91 52 0046 044 – 1    | БДЖ-ТП / Бургас                    | 920/1987        | 2021 ПР в Експрес сервиз.                                                                                 |
| 46 045.1              | 46 045.1              | 46 045.1              | 91 52 0046 045 – 8    | БДЖ-ТП / Бургас                    | 921/1987        | |
|                       |                       |                       |                       |                                    |                 | |
| JŽ 461-022            | ŽS 461-022            | 91 53 040 1097 - 7    | 91 52 7046 109 – 8    | ТБД – Товарни Превози              | 144/1972        | Закупен от „Constantin Grup“ (2022) - Румъния, преди това в JŽ                                            |
| JŽ 461-?              | ŽS 461-?              | 91 53 040 1100 – 9    | 91 52 0046 110 – 0    | ТБД – Товарни Превози              |                 | Закупен от „Constantin Grup“ (2022) - Румъния, преди това в JŽ                                            |
|                       | CFR 40 0404           | 91 53 040 0404 – 7    | 91 52 0046 404 – 7    | „Експрес сервиз“ ЕООД Русе         | 496/1979        | Закупен през 2024 г. от „CFR Marfă“ - Румъния                                                             |
|                       | CFR 40 0515           | 91 53 040 0515 – 7    | 91 52 0046 515 – 0    | „Евроинженеринг“ ЕООД Русе         | 620/1981        | Закупен през 2025 г. от „CFR Marfă“ - Румъния                                                             |
|                       | CFR 40 0625           | 91 53 040 0625 – 6    | 91 52 0046 625 – 7    | „Евроинженеринг“ ЕООД Стара Загора | 730/1982        | Закупен през 2023 г. от „CFR Marfă“ - Румъния Запалил се на 09.03.2025 г. Чака възстановяване.            |
|                       | CFR 40 0728           | 91 53 040 0728 – 8    | 91 52 0046 728 – 9    | „Експрес сервиз“ ЕООД Русе         | ?/1986          | Закупен от „CFR Marfă“ - Румъния през 2024 г.                                                             |
|                       | CFR 40 0757           | 91 53 040 0757 – 8    | 91 52 0046 757 – 8    | „Експрес сервиз“ ЕООД Русе         | 862/1986        | Закупен от „CFR Marfă“ - Румъния през 2024 г.                                                             |

## Експлоатация в България, извън БДЖ

### ВБЖК
Като основен акционер в българската компания „Grup Ferovar Roman“, част от локомотивите, собственост на компанията в Румъния са прехвърлени за работа в България. В България не са преномерирани.
| Фабр. номер/година | Експл. номер    | Експл. номер                 | Бележки                                                                                |
| Фабр. номер/година | Първоначално    | В CFR                        | Бележки                                                                                |
| ------------------ | --------------- | ---------------------------- | -------------------------------------------------------------------------------------- |
| 220/1974           | 060-ЕA-173      | 91 53 040 0173 – 7           | Работил в CFR, RSCo, БЖК (2000 - 2010), THM (Унгария). В момента в Train Croatia       |
| 224/1974           | 060-ЕA-177      | 91 53 040 0177 – 2           |                                                                                        |
| 639/1981           | 40 0534-4       | 91 53 040 0534 – 0           | В България от около 2020 г.                                                            |
| 658/1981           | 40 0553-4       | 91 53 040 0553 – 4           |                                                                                        |
| 710/1982           | 40 0605-8       | 91 53 040 0605 – 8           |                                                                                        |
| 761/1983           | 40 0656-1       | 91 53 040 0656 – 1           | В България от 2023 г.                                                                  |
| 883/1985           | 40 0733-2       | 91 53 040 0733 – 2           |                                                                                        |
| 947/1987           | 40 0797-3       | 91 53 040 0797 – 3           | В България от 2024 г.                                                                  |
| 967/1988           | 40 0817-9       | 91 53 040 0817 – 9           |                                                                                        |
| 108/1971           | (JŽ) ŽS 461-004 | 40 1001-3 91 53 040 1001 – 9 | Работил в Румъния (2005-2016). В България от 2016 г.                                   |
| 491/1979           | (JŽ) ŽS 461-143 | 91 53 040 1013 – 8           | Работил и в Румъния.                                                                   |
|                    | 40 1018-7       | 91 53 040 1018 – 7           |                                                                                        |
| 26/1968            | 060-ЕA-026      | 40 1020-7 91 53 040 1020 – 9 | Работил в CFR до 1998 г., GFR, БЖК (2005 - 2009). В момента в Tim Rail Cargo (Румъния) |
| 492/1979           | (JŽ) ŽS 461-144 | 91 53 040 1022 – 5           | Работил и в Румъния.                                                                   |

## В други железопътни администрации

### В Румъния
Електрическите локомотиви в румънските железници „CFR“ и строени от „Electroputere“ – Крайова са известни като тип „EA“. Всички са за стандартно междурелсие (1435 mm) и за напрежение при 25 kV 50 Hz. Построени са общо над 1000 екземпляра. По-старите локомотиви са боядисани в сив цвят, а модернизираните (след 1999 г.) – в червен. Те са идентични с нашите серия 46.000. Групирани са в няколко серии:
- серия 40 (ЕА) – еднакви с БДЖ серия 46, строени в периода 1965 – 1991 г., конструктивна скорост 120 км/ч;
- серия 41 (ЕА-1) – строени 1966 – 1991 г., конструктивна скорост 160 км/ч;
- серия 42 – построен е само един екземпляр през 1977 г. за скоростни изпитания, конструктивна скорост 200 км/ч;
- серия 45 – напълно модернизирани машини от серия 41, с нови талиги, редуктори, системи за контрол и спирачки. За първи път в CFR се монтира компютърен „тракшън контрол“ на локомотив. 24 броя са в експлоатация, по план се предвижда модернизация на още 20 машини.

### В бивша Югославия
Общият им брой в бивша Югославия е 103, означени са с „JZ“ серия 461. Локомотивите са произведени на две партиди: първата партида (с подсерия JZ 461 – 0) се състои от 45 локомотиви, строени от 1971 до 1973 г. и втора (подсерия JZ 461 – 1), строени от 1978 г. до 1980 г. и състояща се от 58 локомотива.
След разпадането на Югославия, серия 461 остава в експлоатация в железниците на Сърбия, Черна гора и Република Македония.

#### В Сърбия
В сръбските железници „ŽS“ се експлоатират 46 локомотива от серия 461. При разделянето им на товарен и пътнически сектор през 2015 г. повечето са предадени на товарният, а 5 броя остават да обслужват пътнически влакове по линията Белград-Бар.
Първоначално всички локомотиви са били боядисани в сиво и синьо. След преминати ремонти са оцветени в червено и сиво-синьо, което е еднакво и за другите електрически локомотиви, експлоатирани в Сърбия – серии 441 и 444.

#### В Черна гора
Железопътната администрация на Черна гора „ŽCG“ (т. е. Željeznica Crne Gore) оперира с 10 броя, а „Montecargo“ (товарният сектор) – с 8 локомотива. Това е единствената серия електрически локомотиви, работеща в Черна гора. Използват се основно за линията Белград – Бар. След преминатите ремонти черногорските локомотиви са боядисани в червено и жълто с бели ивици, с надпис „Željeznice Crne Gore A.D.“. Тези, които не са минали ремонт са боядисани в червено и синьо, с бели ивици.

#### В Македония
В македонските железници MŽ (т. е. Makedonski Železnici) се експлоатират 6 локомотива от серията. Два от тях са модернизирани – с тиристорно управление и са групирани в серия 462.